# 10 złotych 1971 50. rocznica III powstania śląskiego
10 złotych 1971 Pięćdziesiąta rocznica III powstania śląskiego – okolicznościowa moneta dziesięciozłotowa, wprowadzona do obiegu 4 grudnia 1971 r. zarządzeniem z 10 listopada 1971 r. (M.P. z 1971 r. nr 54, poz. 356), wycofana 1 stycznia 1978 r. zarządzeniem Ministra Finansów z dnia 21 maja 1977 r. (M.P. z 1977 r. nr 14, poz. 79).
Monetę wybito w celu upamiętnienia pięćdziesiątej rocznicy III powstania śląskiego.

## Awers
W centralnym punkcie umieszczono godło – orła bez korony, po bokach rok 19 71, pod łapą znak mennicy w Warszawie, dookoła napis „POLSKA RZECZPOSPOLITA LUDOWA”, na dole napis „ZŁ 10 ZŁ”, a pod cyframi 10 monogram projektanta.

## Rewers
Na tej stronie monety znajduje Pomnik Powstańców Śląskich w Katowicach, z lewej strony Śląski Krzyż Powstańczy, z prawej strony napis w dwóch wierszach „1921 1971”, na samym dole napis w trzech wierszach „50 ROCZNICA III POWSTANIA ŚLĄSKIEGO”, a poniżej monogram projektanta.

## Nakład
Monetę bito w Mennicy Państwowej, w miedzioniklu, na krążku o średnicy 28 mm, masie 9,5 grama, z rantem ząbkowanym, w nakładzie 2 000 000 sztuk, według projektu Wacława Kowalika.

## Opis
Dziesięciozłotówka była jedną z trzynastu dziesięciozłotówek obiegowych z okolicznościowym wizerunkiem bitych w latach 1964–1972 w Mennicy Państwowej, na krążkach o dwóch średnicach:
- 31 mm (1964–1965), 4 typy oraz
- 28 mm (1966–1972), 9 typów.

Okolicznościowe dziesięciozłotówki jeszcze w pierwszej połowie lat siedemdziesiątych dwudziestego wieku, w obrocie pieniężnym występowały dość powszechnie, ze względu na fakt, że stanowiły ponad 17 procent całej emisji dziesięciozłotówek będących w obiegu (w roku 1973).
Moneta została wycofana z obiegu przez NBP w wyniku systemowej redukcji średnicy dziesięciozłotówek do 25 mm w związku z wprowadzeniem do obiegu monet o nominale 20 złotych i średnicy 29 mm.

## Wersje próbne
Istnieje wersja tej monety należąca do serii próbnej w niklu z wypukłym napisem „PRÓBA”, wybita w nakładzie 500 sztuk oraz wersja próbna technologiczna w miedzioniklu w nakładzie 20 sztuk.
W serii monet próbnych niklowych wybito również konkurencyjny projekt dziesięciozłotówki ze Śląskim Krzyżem Powstańczym.